# Дисморфомания
Дисморфомания (от др.-греч. δισ- — нарушение, расстройство, μορφή — внешность, форма, и μανία — страсть), также известная как бре́довая дисморфофо́бия, — патологическая убеждённость в наличии мнимого физического недостатка. Представляет собой телесное дисморфическое расстройство, развившееся до уровня бреда. Как и дисморфофобия, она свойственна преимущественно подростковому и юношескому возрасту и касается лица, видимых участков тела, фигуры и половых органов. Бред физического недостатка сопровождается подавленным настроением, тщательной маскировкой своих переживаний и выраженным стремлением к исправлению мнимого дефекта любым путём, при этом возможны стремление к самоубийству, самоповреждение, различные виды самолечения. Также характерно активное, назойливое обращение к специалистам для коррекции мнимого недостатка. Противопоказано проведение оперативного вмешательства таким больным, так как оно не только не приносит пациентам желаемого эффекта, но и может служить дополнительным психологическим толчком к дальнейшему развитию бредовой структуры.
Встречается в качестве изолированного хронического бредового расстройства, а также как коморбидное расстройство при шизофрении.